# Jervis Drummond
Jervis Drummond Johnson (ur. 8 września 1976 w Limón) – kostarykański piłkarz grający na pozycji środkowego lub bocznego obrońcy.
Jervis jest bratem bliźniakiem Geralda Drummonda, również piłkarza.

## Kariera klubowa
Drummond rozpoczął piłkarską karierę w klubie Deportivo Saprissa. W 1995 roku zadebiutował w jego barwach w kostarykańskiej ekstraklasie. Swój pierwszy sukces osiągnął w 1998 roku, gdy sięgnął po mistrzostwo fazy Clausura. W sezonie 1998/1999 Deportivo z Jervisem w składzie spisało się jeszcze bardziej udanie zwyciężając zarówno w fazie Apertura, jak i Clausura. W 2000 roku Drummond przeszedł do CS Herediano, wielkiego rywala Deportivo, jednak przez 2 lata gry w tym klubie wywalczył zaledwie jedno wicemistrzostwo kraju w 2001 roku. Latem 2002 Drummond powrócił do Deportivo i w 2003 roku został mistrzem fazy Apertura. Kolejne sukcesy przyszły w 2005 roku, gdy klub z San José najpierw wygrał Puchar Mistrzów CONCACAF, następnie zajął 3. miejsce w Klubowym Pucharze Świata 2005, a na końcu został mistrzem fazy Apertura. Od 2006 roku Drummond wygrywał kolejne mistrzostwa kraju: Clausura i Apertura, a w 2007 roku kolejny raz Clausura.

## Kariera reprezentacyjna
W 1995 roku Drummond wystąpił wraz z młodzieżową reprezentacją Kostaryki Młodzieżowych Mistrzostwach Świata w Katarze, jednak Kostaryka nie wyszła z grupy. W tym samym roku, 29 września zadebiutował w pierwszej reprezentacji meczem z Jamajką (2:0).
W 2002 roku Drummond został powołany do kadry na Mistrzostwa Świata, jednak nie zagrał na nich ani minuty. 4 lata później na Mundialu w Niemczech wystąpił w dwóch spotkaniach grupowych: przegranych 2:4 z Niemcami i 1:2 z Polską.
W swojej karierze Jervis wystąpił także w takich turniejach jak: Złoty Puchar CONCACAF 1998 (faza grupowa), Copa América 2001 (ćwierćfinał), Złoty Puchar CONCACAF 2002 (2. miejsce) i Złoty Puchar CONCACAF 2007 (ćwierćfinał).